# 潮州郡

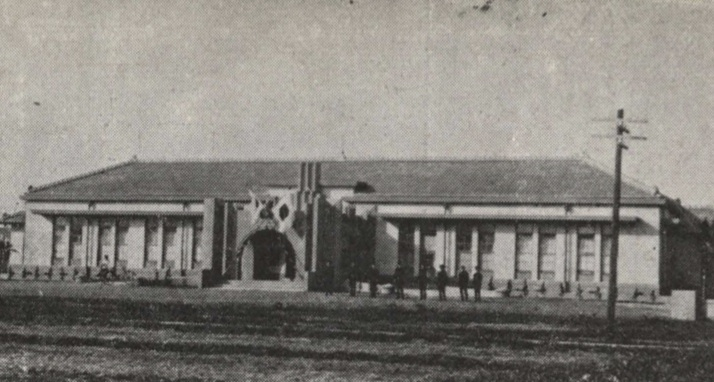
潮州郡役所

潮州郡（ちょうしゅうぐん）は、日本統治時代の台湾に存在した行政区画の一つであり、高雄州に属した。

## 概要
潮州街、萬巒庄、内埔庄、竹田庄、新埤庄、枋寮庄、枋山庄、蕃地の1街6庄1蕃地を管轄し、郡役所は潮州街に置かれた。郡域は現在の屏東県潮州鎮、萬巒郷、内埔郷、竹田郷、新埤郷、枋寮郷、枋山郷、瑪家郷、泰武郷、来義郷、春日郷、獅子郷に当たる。

## 歴代首長

### 郡守
- 池田鳴遠[1]
- 西澤時蔵[2]
- 城戸彦市[3]
- 津下猪太郎[4]
- 棈松熾[5]：1931年5月[6] -
- 富永藤平[7]
- 半田恭平[8]
- 佐藤正二[9]：1937年11月[10] -
- 畠中市蔵[11]：1939年5月[12] -
- 東浅次郎[13]
- 森清吉[14]：1941年10月[15] -